# Cheek to Cheek
A Cheek to Cheek című örökzölddé vált darabot Fred Astaire – Ginger Rogers táncospár számára írta Irving Berlin a Top Hat (Frakkban és klakkban) című filmhez 1935-ben.
A dalt 1936-ban a legjobb filmdal Oscar-díjára jelölték. A dal öt hetet töltött a Your Hit Parade 1. helyén, és 1935 legjobb dalának találták.
Fred Astaire 1935-ös felvétele a Leo Reisman Orchestra-val 2000-ben bekerült a Grammy Hírességek Csarnokába. 2004-ben a Fred Astaire verzió 15. lett az amerikai mozi legnépszerűbb dallamai között.

## Híres felvételek
- Fred Astaire – Ginger Rogers
- Julie Andrews
- Ray Anthony
- Louis Armstrong & Ella Fitzgerald
- Chet Atkins
- Count Basie
- Tony Bennett
- Eva Cassidy
- Bing Crosby
- Doris Day
- Erroll Garner
- Sara Gazarek
- Billie Holiday
- Peggy Lee
- Michael O'Neill Quintet
- Yehudi Menuhin & Stéphane Grappelli
- Sammy Davis, Jr. & Carmen McRae
- Glenn Miller
- Andrea Motis
- Louis Prima
- Buddy Rich
- Frank Sinatra
- Rod Stewart
- Sarah Vaughan
- Teddy Wilson
- Lady Gaga & Tony Bennett
- Cyrille Aimée
- Mel Tormé

## Film
- A Fred Astaire-es filmfelvétel vászonra az 1995-ös Oscar-díj Az angol beteg című filmben.
- Az 1999-es The Green Mile című filmben és a The Boss Baby című 2017-es animációs filmben is benne van.